# Journal of Exposure Science and Environmental Epidemiology
Il Journal of Exposure Science and Environmental Epidemiology (JESEE) è una rivista scientifica sottoposta a revisione paritaria, che tratta di tossicologia ambientale e si rivolge a professionisti delle discipline ambientali e della salute pubblica. È stata fondata nel 1991 col nome di Journal of Exposure Analysis and Environmental Epidemiology e ha ottenuto il nome attuale nel 2006. È la rivista ufficiale della Società Internazionale di Scienza dell'Esposizione (ISES). Viene pubblicata in 6 numeri all'anno in edizione a stampa e online dalla Springer Nature.
La caporedattrice è Elaine A. Cohen Hubal.
Secondo il Journal Citation Reports, nel 2020 il JESEE ha ricevuto un fattore di impatto pari a 5,563, che la colloca al 56º posto fra 274 riviste censite nella categoria delle scienze ambientali. Nel 2025 ha avuto un indice H pari a 111.